# Världssjäl
Världssjäl är inom filosofin den själ som av flera filosofer tillägges världsalltet och antas vara verksam i alla enskilda ting. Platon antar en världssjäl som är skapad av demiurgen och har världen till kropp. Även stoikerna och Plotinos antar världssjälen såsom alltets andliga princip. Giordano Bruno antar likaledes världen vara besjälad, och bland senare filosofer har särskilt Friedrich von Schelling lärt om världssjälen såsom den princip, som underhåller kontinuiteten mellan den oorganiska och organiska världen och sammanhåller hela naturen till en allmän organism.
Världssjäl är även ett centralt begrepp inom hinduismen och indisk filosofi, se brahman och panpsykism.